# Альжан ана (мечеть)
Альжан ана (каз. Әлжан ана) — мечеть, расположенная в столице Казахстана городе Астана. 

## История
Мечеть возведена в честь матери Нурсултана Назарбаева — Альжан.
Открытие состоялось 27 августа 2014 года.

## Описание
Мечеть расположена на южной окраине города, на проспекте Кабанбай Батыра в Есильском районе (на выезде из города в сторону аэропорта имени Нурсултана Назарбаева). Общая площадь здания 1652 м². Вместимость 1500 человек.  
До 6 марта 2023 года главным имамом мечети был Адильхана Иманалиулы. После его этот пост занял Сайфуллин Думан Надирулы. 